# Jämtland Basket
Jämtland Basket (egentligen KFUM Jämtland Basket) är en basketklubb i Östersund som spelar i SBL (Svenska Basketligan) Sveriges högstadivision i basketboll för herrar. 
Jämtland Basket bildades 1956.
Herrlaget hette tidigare Jämtland Ambassadors, men gick i konkurs 1998. Laget återuppstod året därpå som Jämtland Basket och spelade några säsonger i Basketettan innan man tog steget upp till Svenska basketligan igen.